# Gabriele Morelli
Gabriele Morelli (Campofilone,  2 de noviembre de 1937) es un filólogo e hispanista italiano. Ha sido catedrático de la Universidad de Bérgamo y ha realizado una amplia labor como investigador, traductor y editor, especializado en la literatura de vanguardia española e hispanoamericana y en la llamada Generación del 27.

## Biografía
Comenzó sus estudios de lengua y literatura en la Universidad Bocconi de Milán en una época en que no abundaban en Italia las facultades donde se estudiase filología española.En 1961 inició los estudios de doctorado —que culminaría con la obtención del grado en 1966— y viajó por primera vez a España ese verano para recabar información al objeto de realizar una tesis sobre Miguel Hernández. Más adelante hizo estudios también en la Universidad de Salamanca.
La producción de historia literaria de Morelli es muy extensa. Destacan especialmente sus compilaciones y ediciones críticas de epistolarios. Publicó un epistolario de Vicente Huidobro con la correspondencia fechada entre 1918 y 1947 con Gerardo Diego, Juan Larrea y Guillermo de Torre. Un eco notable encontró su recopilación de cartas de amor de Pablo Neruda. Cabe destacar además, por su valor histórico, un epistolario inédito sobre Miguel Hernández: la correspondencia que mantuvo el hispanista italiano Darío Puccini (1921-1997) con Josefina Manresa, la viuda del poeta, entre los años 1961 y 1971, para difundir en Italia la obra de Miguel Hernández.
Ha sido presidente de la Asociación de Hispanistas Italianos y es considerado en el ámbito académico como uno de los principales especialistas en literatura española e hispanoamericana, referida, muy señaladamente, a los años de la vanguardia y la llamada —en España— generación del 27. Es autor de numerosas ediciones de autores y obras de este período, así como de traducciones al italiano: Vicente Aleixandre, Pablo Neruda, Vicente Huidobro, Juan Larrea, Gerardo Diego, Rafael Alberti, Juan Chabás, Carmen Conde, Miguel Hernández, Luis Rosales, Leopoldo Panero, y autores más recientes como Roberto Bolaño, Andrés Trapiello o Abelardo Linares, entre otros.
Entre los reconocimientos literarios recibidos figuran la Orden de Isabel la Católica, el Premio León Felipe del Ateneo de Madrid, el Premio Cervantes de Traducción Literaria en Italia por la versión de la novela Puerto de sombra de Juan Chabás, el Premio de la Universidad “Miguel Hernández” de Alicante-Elche; y, por último, el Premio "Ñ" del Instituto Cervantes, en 2022, de la mano del Rey, en reconocimiento a su importante labor de investigación, divulgación e impulso internacional de la literatura española.
En 2024 ha publicado las memorias de sus actividades como hispanista durante las últimas seis décadas con el título Las habitaciones de la memoria.

## Obras
Aparte de un número impresionante de artículos y ensayos, Morelli ha publicado y editado más de 70 libros sobre la vanguardia y la generación del 27:
- Linguaggio poetico del primo Aleixandre, Milán, Cisalpino-Goliardica, 1972.
- Vicente Aleixandre: Ámbito. Prólogo de G. Morelli, Madrid, Visor, 1976.
- Lorca. La vita, l'opera, i testi esemplari. I Memorabili. Milán, Edizioni Accademia, 1974; 2ª ed. 1978.
- Vicente Aleixandre: Dialoghi della conoscenza. Introducción, traducción y notas de G. Morelli, Milán, Edizioni Accademia, «Il Maestrale», 1978.
- Vicente Aleixandre: Pasión de la tierra. Introducción y traducción de G. Morelli, Roma, Bulzoni Editore, 1984.
- Vicente Aleixandre: Pasión de la tierra. Introducción y edición de G. Morelli, Madrid, Cátedra, 1987.
- Federico García Lorca. Saggi critici nel cinquantenario della morte. Ed. a cargo de G. Morelli, Bari, Schena Editore, 1988.
- Trent'anni di avanguardia spagnola. Ed. a cargo de G. Morelli, Milán, Edizioni Universitarie Jaca Book, 1988. (Edición española: Treinta años de vanguardia española, Sevilla, Ediciones El Carro de la Nieve, 1992).
- Federico García Lorca: Lettere americane. Ed. de G. Morelli, Venecia, Marsilio Editori, 1994.
- Ludus. Gioco, sport e cinema nell'avanguardia spagnola. Ed. a cargo de G. Morelli, Milán, Edizioni Universitarie Jaca Book, 1994; ed. esp. ampliada Ludus, cine, arte y deporte en la literatura española de vanguardia, ed. de G. Morelli, Valencia, Pre-Textos, 2000.
- Vicente Huidobro: Viaggi siderali. Antología poética y traducción de G. Morelli, Milán, Jaca Book, 1995.
- Historia y recepción de la «Antología» de Gerardo Diego, Valencia, Pre-Textos, 1997.
- De Vicente Aleixandre a Juan Guerrero y a Jorge Guillén. Epistolario. Ed. de G. Morelli, Universidad de Alcalá, Ediciones Caballo Griego para la Poesía, 1998.
- Gerardo Diego. L'assoluto lirico. Ed. de G. Morelli, Recanati, Centro Nazionale di Studi Leopardiani, 1998.
- Manuel Altolaguirre y las revistas literarias de la época. Ed. a cargo de G. Morelli, Actas del Coloquio Internacional organizado por la Universidad de Bérgamo, Viareggio-Lucca, Mauro Baroni Editore, 1999.
- Epistolarios del 27: el estado de la cuestión. Ed. a cargo de G. Morelli. Actas del congreso internacional, Bérgamo, 12-13 de mayo de 2000, Viareggio-Lucca, Mauro Baroni editore, 2001.
- Gerardo Diego y el III centenario de Góngora. Correspondencia inédita. Valencia, Pre-Textos, 2001.
- Vicente Aleixandre: Ambito. Ed. y versión italiana de G. Morelli, Napoli, Liguori, 2002.
- Juan Chabás: Porto d'ombra. Ed. y versión italiana de G. Morelli, Milán, Viennepierre, 2003. [Premio Cervantes de  traducción 2004].
- Juan Chabás: L'Italia fascista (politica e cultura). Ed. de G. Morelli, Milán, Viennepierre, 2004.
- Pablo Neruda: Yo soy/Io sono. Ed. a cargo de G. Morelli, Sugarcoedizioni, 2004.
- Pablo Neruda: Canto generale. Ed. a cargo de G. Morelli, Sugarcoedizioni, 2004.
- Eugenio Luraghi / Rafael Alberti: Corrispondenza inedita (I947-I983). Ed. de G. Morelli, Milán, Viennepierre Edizioni, 2005.
- Manuel Altolaguirre y Concha Méndez. Una vida para la poesía. Actas del Congreso Internacional 14-15 de noviembre de 2005, ed. a cargo de G. Morelli y M. Bianchi, Universidad de Bérgamo, Milán, Viennepierre Edizioni, 2006.
- «Ilegible, hijo de Flauta». Argumento cinematográfico de Juan Larrea y Luis Buñuel. Texto completo, adaptación fílmica y nuevas escenas inéditas. Edición de G. Morelli, Sevilla, Renacimiento, 2007.
- La generación del 27 y su modernidad. Málaga, Centro Cultural de la Generación del 27, 2007.
- Pablo Neruda: Veinte poemas de amor y una canción desesperada. Ed. de G. Morelli, Madrid, Cátedra 2008.
- Vicente Huidobro: Epistolario. Correspondencia con Gerardo Diego, Juan Larrea y Guillermo de Torre (1918-1947). Ed. de G. Morelli, Madrid, Publicaciones de la Residencia de Estudiantes 2008.
- María Teresa León: La historia de mi corazón. Ed. facsímil a cargo de G. Morelli, Málaga, Centro Cultural de la Generación del 27, 2008.
- Juan Larrea: Poesía y revelación. Selección y prólogo de G. Morelli, Madrid, Fundación Banco de Santander [Colección Obra Fundamental], 2009.
- Dario Puccini / Rafael Alberti: Corrispondenza inedita (1951-1969). Ed. a cargo de G. Morelli, Milán, Viennepierre Edizioni, 2009.
- Carmen Conde: Senza Eden. Poesie scelte (1929-1980). Traducción y posfacio de G. Morelli, Milán, Edizioni Medusa 2009. ISBN: 978-88-7698-091-6.
- Luis Rosales: La casa encendida/La casa illuminata. Ed. a cargo de G. Morelli, Nápoles, Liguori Editore, 2010. ISBN: 978-88-207-5087-9.
- Vicente Huidobro: Cagliostro. Ed. de Gabriele Morelli, Madrid, Cátedra, 2011. ISBN: 978-84-376-2842-4
- Dario Puccini /Josefina Manresa: Epistolario inédito sobre Miguel Hernández, 1961-1971. Ed. de G. Morelli, Sevilla, Editorial Renacimiento, 2011. IBS 978-84-151778-17
- Nueva Revista. Ed. de G. Morelli, Sevilla, Editorial Renacimiento [Facsímiles de Revistas], 2012.
- Vicente Huidobro: Poesía y creación. Introducción y selección de G. Morelli, Madrid, Fundación Banco Santander [Colección Obra Fundamental], 2012,IBSM 9788492543380
- Leopoldo Panero: Poesia dell’intimità. Traducción y ed. de G. Morelli, Milán, Medusa, 2013, ISBN 978-88-7698-265-1
- Abelardo Linares: L’unico cielo. Traduzione dalla spagnolo a cura di G. Morelli, Martinsicuro (TE), De Felice Edizioni, 2013, ISBN 978-88-97726-19-7.
- Roberto Bolaño: La prossima battaglia. Ed. a cargo de G. Morelli, Milán, Medusa, 2013, ISBN 978-88-7698-285-9
- Giacono Leopardi: Poesías, Traducción de M. Romero Martínez, Introducción de Gabriele Morelli, 2013.
- Cosecha. Antología de la lírica castellana. Edición facsímil de la realizada por Giacomo Prampolini en Milán, 1934; ed. y prólogo de G. Morelli, Sevilla, Editorial Renacimiento, 2014.
- Miguel Hernández: Canzoniere e Romanzero di assenze. Ed. a cargo de G. Morelli, Bagno a Ripoli (Florencia), Passigli, 20
- Pablo Neruda: Cartas de amor. Ed. de Gabriele Morelli, Madrid, Cátedra, 2015, ISBN 978-84-376-3442-5 00760.
- Los sesenta. Revista Literaria. México. Edición de G. Morelli y Xelo Candel Vila, Sevilla, Renacimiento, 2015 ISBN 9787-84-16300-26-6.
- Vicente Huidobrio: Poesía última. Ed. de G. Morelli, Sevilla, Editorial Renacimiento, 2015.
- Juan Larrea: Diario del Nuovo Mundo. Edición de G. Morelli, Madrid, Fundación Banco Santander, 2015.
- García Lorca, Roma, Salerno Editrice, 2016.
- Las revistas de Vicente Huidobro. «Creación» y «Total». Ed. y prólogo de G. Morelli, Sevilla, Renacimiento, 2018.
- Neruda, Roma, Salerno Editrice, 2019.
- Andrés Trapiello: Selezione poetica. Ed. y traducción de G. Morelli. DiFelice Edizioni, Martinsicuro (TE) 2019.
- Pablo Neruda: Caballo verde para la Poesía. Ed. de G. Morelli, Sevilla, Editorial Renacimiento, 2020.
- La cultura spagnola del Novecento. Storia, letteratura, arti, cinema. Roma, Carocci editore, 2021 ISBN 978-88-290-0434-8
- Max Aub / Juan Chabás / Juan Larrea / Luis Buñuel: Epistolario, 1946-1971. Ed. de G. Morelli. Segorbe, Fundación Max Aub, 2021.
- Miguel Hernández: Poesia d’amore e di guerra. Ed. a cargo de G. Morelli, Roma, Elliot, 2022.
- Juan Gris y la vanguardia literaria hispánica. Madrid, Cátedra, 2022.
- Homenaje italiano a Gerardo Diego. Sevilla, Editorial Renacimiento [El clavo Ardiendo], 2022.
- Las habitaciones de la memoria. Madrid, Cátedra, 2024.
- Luis García Montero. Un romanticismo illuminato. Ed. a cargo de Gabriele Morelli, Milano, Crocetti editore, 2024.
- Le avanguardie spagnole. Letteratura, arti visive, cinema, musica, Roma, Carocci editore, 2024.
- Favorables Paris Poemas, Prologo di Gabriele Morelli, Sevilla, Ediciones Ulisses, 2025.